# پنج‌انگشت

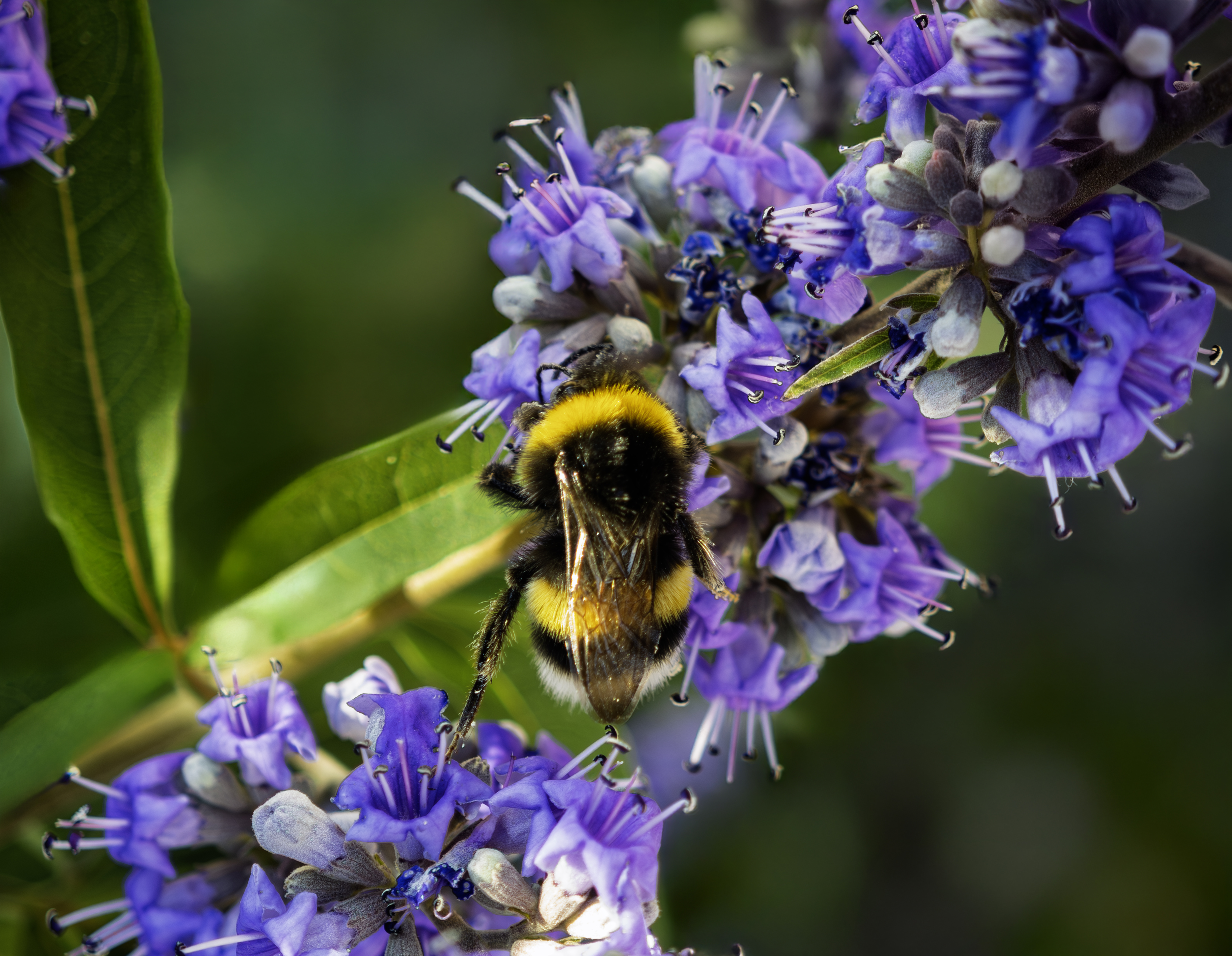
پنج انگشت

پنج انگشت (نام علمی: Vitex agnus-castus) یک گونه از سرده پنج انگشت است.

## تاریخچه
در گذشته اعتقاد داشتند که این گیاه باعث کاهش میل جنسی می‌شود و به همین دلیل در قرون وسطی راهبان روی برگ‌های این گیاه تفکر می‌کردند و به همین دلیل این گیاه به درخت عصمت و پاکدامنی (chasteberry) نیز مشهور است. با این وجود امروزه مشخص شده‌است که این گیاه اثری بر میل جنسی ندارد.

## خواص دارویی
میوه این گیاه قابض است و به بهبود عملکرد دستگاه گوارش کمک می‌کند. افرادی که دچار بواسیر یا شقاق باشند می‌توانند از اثرات درمانی آن سود بجویند و در جوشانده این گیاه بنشینند تا عارضه برطرف شود.
ضماد میوه و برگ آن ادرار را افزایش می‌دهد و مقدار زیاد آن برای کلیه مضر است.
این گیاه در درمان سر درد هم مفید است.
این دارو جهت رفع اختلالات قاعدگی و یائسگی به کار می‌رود. پنج انگشت، گیاه بسیار مؤثری برای درمان اختلالات قاعدگی است. از گیاه پنج انگشت، داروهایی به نام‌های پی ام اس پوز(pms pause) با مقدار ماده مؤثره ۳۷۵ میلی گرم در هرکپسول و ویتاگنوس (VITAGNUS)، فمودین(Femodin) با مقدار ماده مؤثره ۲۰ میلی‌گرم در هر قرص و آگنوگل (Agnugol) تهیه کرده‌اند که عصاره خشک این گیاه می‌باشد.
میوه این گیاه اثرات درمانی زیادی برای رحم دارد. قاعدگی را تنظیم می‌کند و برگ این گیاه ورم‌های رحمی را بهبود می‌بخشد و عفونت را پاک می‌سازد. فواید آن به قدری زیاد است که از این گیاه در قرص‌های گیاهی مورد استفاده برای تنظیم قاعدگی و کاهش خون‌ریزی استفاده می‌شود.